# Stomil Olsztyn
Maillots
Dernière mise à jour : 24 juillet 2023.
Le Stomil Olsztyn (Olsztyński Klub Sportowy Stomil Olsztyn de son nom complet) est un club polonais de football basé à Olsztyn. Fondé le 15 juillet 1945, le club évolue en I liga, deuxième division du pays.

## Historique

Ancien logo de l'OKS 1945 Olsztyn

- 15 juillet 1945 : fondation du club

## Anciens joueurs
- Jarosław Bako, international polonais (35 sélections)
- Tomasz Zahorski, international polonais (13 sélections, 1 but)